# Рана Хаммир
Рана Хаммир, Хаммир Сингх (хинди राणा हम्मीर सिंह, 1314—1378) — раджпутский правитель Мевара в XIV веке в современном Раджастхане, Индия. После вторжения Делийского султаната на рубеже XIII века правящая династия Гухила была вытеснена из Мевара. Хаммир Сингх, который был отпрыском боковой линии династии Гухила, восстановил контроль над регионом, восстановил династию после победы над династией Туглакидов и стал первым из своей династии, кто использовал королевский титул «Рана» вместо «Равал». Хаммир также стал прародителем клана Сисодия, ветви династии Гухила, к которому принадлежал каждый последующий Махарана Мевара. Мевар во время правления Раны Хаммира был одним из немногих этнических индийских государств, которые устояли перед вторжением тюрков. Согласно английскому историку Джону Дарвину, «только в Меваре и Виджайнагаре индуистские государства устояли перед потопом».
Он построил храм Аннапурна Мата, расположенный в форте Читтор в Читторгархе, штат Раджастхан.

## Легендарный рассказ в бардийских хрониках
Рана Хаммир (не путать с Хаммиром из Рантамбором), правитель Мевара XIV века в современном Раджастане, был первым правителем, использующим титул рана перед своим именем. Он принадлежал к династии Гухила. После вторжения делийского султаната на рубеже XIII века правящая династия Гухила была отстранена от власти в Меваре. Рана Хаммир принадлежал к боковой ветви этого клана. Но он восстановил контроль над регионом, восстановил династию, а также стал родоначальником клана Сисодия, ветви династии Гухила, к которому принадлежал каждый последующий Махарана Мевара.
Дальний родственник Равала Ратан Сингха Лакша или Лакшман Сингх присоединился к Равалу Ратан Сингху во время вторжения делийского султана Алауддина Хильджи. Он умер вместе со своими семью сыновьями, совершив саку (сражаясь до смерти), в то время как их женщины совершили джаухар (самосожжение вместо того, чтобы стать пленниками врага). Лакша происходил по прямой мужской линии от Баппа Раваля и, следовательно, принадлежал к клану Гелот (Гухилот). Лакша происходил из деревни Сисода близ города Натдвара и поэтому его детей стали называть Сисодия. У Лакши было девять (или восемь) сыновей, из которых старший, Ари, женился на Урмиле, красивой женщине из соседней деревни Уннава, которая принадлежала к бедной раджпутской семье клана Чандана. Рана Хамир была единственным ребенком этой пары.
И Лакша, и Ари погибли, защищая Читтор под предводительством Раваля Ратан Сингха. Хаммир был почти младенцем, однако вырос под руководством своего дяди Аджая (который сам воевал в той же войне), второго сына Лакши. Рана Хаммир дал своему дяде первое доказательство своей храбрости, когда в юном возрасте он убил вероломного короля Канталии по имени Мунья Балеча (Чаухан из штата Бали), который вызвал хаос в близлежащем районе. Говорят, что это событие произвело впечатление на его дядю, что он немедленно передал Хаммиру руководство в клане.
Хильджи передали свои недавно приобретенные территории администрации Малдева, правителя соседнего княжества Джалор, который был связан с ними в годы войны. Чтобы расселить и ассимилировать местное население Малдев организовал брак своей овдовевшей дочери Сонгари с Раной Хаммиром, отпрыском обедневшей боковой ветви бывшей правящей династии. Таким образом, Рана Хаммир Сингх восстановил государство Мевар в 1326 году и организовал государственный переворот против своего тестя. Династия, основанная Хаммиром, стала называться Сисодия, по имени горной деревни, где жил рана Хаммир.

## Конфликт против династии Туглакидов
Раджпутские бардийские хронисты, такие как Мухнот Найнси (XVII век), утверждают, что в условиях беспорядков, вызванных угасанием мусульманской династии Хильджи в Дели, Хаммир Сингх получил контроль над Меваром. Он изгнал из Мевара сына Малдева Джейзу, вассала Чаухана Делийского султаната. Джейза бежал в Дели, что побудило делийского султана Мухаммада ибн Туглука выступить против Хаммира Сингха. По словам Мухнота Наинси, Хаммир Сингх нанёс поражение Мухаммаду ибн Туглаку в битве близ деревни Синголи и заключил султана в тюрьму. Затем он освободил султана три месяца спустя, после того, как Делийский султанат уступил ему Аджмер, Рантамбор, Нагаур и Суэспур; и заплатили 50 миллионов рупий и 1000 слонов в качестве выкупа.
Надпись на джайнском храме 1438 года свидетельствует о том, что силы Раны Хаммира Сингха разгромили мусульманскую армию. Эту армию, возможно, возглавлял генерал Мухаммада бин Туглака. Возможно, что впоследствии Мухаммад ибн Туглак и его преемники не утверждали свою власть в современном Раджастане, и власть Хаммира Сингха была признана другими вождями раджпутов, что сделало Мевар практически независимым от Делийского султаната, пока могольский император Джахангир и Рана Амар Сингх, сын Махараны Пратапа, не пришли к соглашению в 1615 году.

## В популярной культуре
«Рана Хамир» — индийский немой фильм 1925 года о монархе Бабурао Пейнтера.